# Copa Intercontinental de 1963
A quarta edição da Copa Intercontinental ocorreu em 1963. Foi disputada em duas partidas regulamentadas e uma de desempate. Participou, assim como nos outros anos, o campeão europeu e o sul-americano.
O Santos novamente se tornou campeão mundial ao bater o Milan de Amarildo e Mazzola de forma emocionante: depois de perderem o primeiro jogo por 4 a 2 na Itália, os brasileiros devolveram o placar no Maracanã, forçando a realização de um terceiro jogo de desempate, vencido de maneira duríssima pelo Santos por 1-0 com um gol de pênalti de Dalmo.
Em 27 de outubro de 2017, após uma reunião realizada na Índia, o Conselho da FIFA reconheceu os vencedores da Copa Intercontinental como campeões mundiais.

## História
O Milan foi o primeiro clube italiano a ganhar a Liga dos Campeões da UEFA e o terceiro clube a vencê-la. Por outro lado o Santos havia sido bicampeão da Libertadores, primeiro clube brasileiro a vencer uma Libertadores e disputava a sua segunda edição.
As partidas foram programadas para serem realizadas a primeira na Itália e a segunda no Brasil, caso houvesse necessidade de realizar uma terceira partida, esta também seria no Brasil. Essa definição dava-se por sorteio, assim como em 1962, o Santos realizou a primeira partida da final contra o Benfica no Brasil, a segunda em Portugal e, caso houvesse necessidade, a terceira seria em Portugal, o que acabou não ocorrendo pois o Santos sagrou-se campeão com duas vitórias.
O Milan chegou a Final do torneio, após bater o atual campeão Benfica, que tinha como destaque Eusébio. Já o Santos havia superado na final da Libertadores o Boca Juniors de Sanfilippo, em plena a La Bombonera.
Estes resultados mostraram que as partidas que definiriam os campeões de 1963 seriam épicas. De um lado o esquadrão formado pelos campeões mundias no Chile, em 1962: Gilmar, Mauro, Zito, Mengálvio, Pelé, Coutinho e Pepe; Do outro, o também campeão no Chile Amarildo, além do campeão de 1958, Mazzola, sem falar nos jogadores de renome como Cesare Maldini e Gianni Rivera.
A primeira partida acabou sendo melhor para o clube italiano, sagrando-se vitorioso ao bater o Santos por 4–2, Pelé jogaria sua última partida, pois convivia com as lesões neste ano, perdendo mais uma vez, partidades decisivas da Intercontinental no ano. Na segunda partida, o Santos não contava, além de Pelé, com o "gerente" Zito, para piorar, em um Maracanã chuvoso, perdia por 2–0 para os milanistas, muitos já previam a taça sendo levada para Milão, mas Pepe e cia acabaram virando a partida, devolvendo o placar de 4–2.
A terceira partida (de desempate), realizada no Maracanã, foi polêmica: o jogador Almir Pernambuquinho (que substituiu Pelé na partida-desempate) teria supostamente afirmado em sua autobiografia que o Santos subornou o árbitro da partida-desempate e que teria jogado dopado aquela partida; a suposta história de doping e suborno jamais foi comprovada, porém fontes isentas comprovam que o árbitro (o argentino Juan Brozzi) foi conivente à violência na partida e que os jogadores do Milan teriam ficado revoltados com a sua atuação.

## Equipes classificadas
| Confederação | Equipe | Classificação                                   | Participação |
| ------------ | ------ | ----------------------------------------------- | ------------ |
| CONMEBOL     | Santos | Campeão da Copa Libertadores da América de 1963 | 2ª           |
| UEFA         | Milan  | Campeão da Taça dos Campeões Europeus 1962-63   | 1ª           |

## Chaveamento
|  | A Classificação[NOTA] | A Classificação[NOTA] | A Classificação[NOTA] | A Classificação[NOTA] |   |       | Copa Intercontinental 1963 | Copa Intercontinental 1963 | Copa Intercontinental 1963 | Copa Intercontinental 1963 |
|  |                       |                       |                       |                       |   |       |                            |                            |                            |                            |
|  | Milan                 | 2                     | –                     | –                     |   |       |                            |                            |                            |                            |
|  | Benfica               | 1                     | –                     | –                     |   |       |                            |                            |                            |                            |
|  | Benfica               | 1                     | –                     | –                     |   | Milan | 4                          | 2                          | 0                          |                            |
|  |                       |                       |                       |                       |   | Milan | 4                          | 2                          | 0                          |                            |
|  |                       | Santos                | 2                     | 4                     | 1 |       |                            |                            |                            |                            |
|  | Santos                | Santos                | 2                     | 4                     | 1 | 3     | 2                          | –                          |                            |                            |
|  | Santos                |                       |                       |                       |   | 3     | 2                          | –                          |                            |                            |
|  | Boca Juniors          | 2                     | 1                     | –                     |   |       |                            |                            |                            |                            |

Notas
- NOTA^  Essas partidas não foram realizadas pela Copa Intercontinental. Ambas as partidas foram realizadas pelas finais da Liga dos Campeões da Europa e Copa Libertadores da América daquele ano.

## Finais
1° jogo
| 16 de outubro de 1963 | Milan                                       | 4 – 2 | Santos           | San Siro, Milão (Itália)                     |
|                       | Trapattoni 3' · Amarildo 15' 67' · Mora 82' |       | Pelé 55' 84' (P) | Público: 51,917 Árbitro: Alfred Haberfellner |

|  | Milan | Santos |

| MILAN:         |  |            |
|                |  |            |
| G              |  | Ghezzi     |
| LD             |  | David      |
| Z              |  | Trebbi     |
| Z              |  | Maldini    |
| LE             |  | Pelagalli  |
| M              |  | Trapattoni |
| M              |  | Mora       |
| A              |  | Lodetti    |
| A              |  | Mazzola    |
| A              |  | Rivera     |
| A              |  | Amarildo   |
| Treinador:     |  |            |
| Luis Carniglia |  |            |

| SANTOS:    |  |           |
|            |  |           |
| G          |  | Gilmar    |
| LD         |  | Lima      |
| Z          |  | Haroldo   |
| Z          |  | Calvet    |
| LE         |  | Geraldino |
| M          |  | Mengálvio |
| M          |  | Zito      |
| A          |  | Dorval    |
| A          |  | Coutinho  |
| A          |  | Pelé      |
| A          |  | Pepe      |
| Treinador: |  |           |
| Lula       |  |           |

2° jogo
| 14 de novembro de 1963 | Santos                                             | 4 – 2 | Milan                  | Maracanã, Rio de Janeiro-RJ (Brasil)        |
| 20:30 h (UTC-3)        | Pepe 50' 68' · Almir Pernambuquinho 54' · Lima 65' |       | Mazzola 12' · Mora 17' | Público: 132,728 Árbitro: Juan Regis Brozzi |

|  | Santos | Milan |

| SANTOS:    |  |                      |
|            |  |                      |
| G          |  | Gilmar               |
| LD         |  | Ismael               |
| Z          |  | Mauro                |
| Z          |  | Haroldo              |
| LE         |  | Dalmo                |
| M          |  | Lima                 |
| M          |  | Mengálvio            |
| A          |  | Dorval               |
| A          |  | Coutinho             |
| A          |  | Almir Pernambuquinho |
| A          |  | Pepe                 |
| Treinador: |  |                      |
| Lula       |  |                      |

| MILAN:         |  |            |
|                |  |            |
| G              |  | Ghezzi     |
| LD             |  | David      |
| Z              |  | Trebbi     |
| Z              |  | Maldini    |
| LE             |  | Pelagalli  |
| M              |  | Trapattoni |
| M              |  | Mora       |
| A              |  | Lodetti    |
| A              |  | Mazzola    |
| A              |  | Rivera     |
| A              |  | Amarildo   |
| Treinador:     |  |            |
| Luis Carniglia |  |            |

Jogo de desempate
| 16 de novembro de 1963 | Santos        | 1 – 0 | Milan | Maracanã, Rio de Janeiro-RJ (Brasil)        |
| 20:30 h (UTC-3)        | Dalmo 31' (P) |       |       | Público: 120,421 Árbitro: Juan Regis Brozzi |

|  | Santos | Milan |

| SANTOS:    |  |                      |                                   |
|            |  |                      |                                   |
| G          |  | Gilmar               |                                   |
| LD         |  | Ismael               | Penalizado · Penalizado · Expulso |
| Z          |  | Mauro                |                                   |
| Z          |  | Haroldo              |                                   |
| LE         |  | Dalmo                |                                   |
| M          |  | Lima                 |                                   |
| M          |  | Mengálvio            |                                   |
| A          |  | Dorval               |                                   |
| A          |  | Coutinho             |                                   |
| A          |  | Almir Pernambuquinho |                                   |
| A          |  | Pepe                 |                                   |
| Treinador: |  |                      |                                   |
| Lula       |  |                      |                                   |

| MILAN:         |  |            |                                   |                 |
|                |  |            |                                   |                 |
| G              |  | Balzarini  | Substituído                       |                 |
| LD             |  | Benítez    |                                   |                 |
| Z              |  | Trebbi     |                                   |                 |
| Z              |  | Maldini    | Penalizado · Penalizado · Expulso |                 |
| LE             |  | Pelagalli  |                                   |                 |
| M              |  | Trapattoni |                                   |                 |
| M              |  | Mora       |                                   |                 |
| A              |  | Lodetti    |                                   |                 |
| A              |  | Mazzola    |                                   |                 |
| A              |  | Amarildo   |                                   |                 |
| A              |  | Fortunato  |                                   |                 |
| Substituição:  |  |            |                                   |                 |
| G              |  | Barluzzi   |                                   | Entrou em campo |
| Treinador:     |  |            |                                   |                 |
| Luis Carniglia |  |            |                                   |                 |

## Campeão
| Copa Intercontinental de 1963 |
| ----------------------------- |
| Santos Campeão (2º título)    |

## Artilharia
| Jogador                                            | Clube        | Gols |
| -------------------------------------------------- | ------------ | ---- |
| Amarildo Mora Pelé Pepe                            | Milan Santos | 2    |
| Almir Pernambuquinho Dalmo Lima Trapattoni Mazzola | Santos Milan | 1    |

## Publicações
- "Na Raça! - Como o Santos Se Tornou o Primeiro Bicampeão Mundial (2008)"

Odir Cunha, Realejo Edições, ISBN 97-8859990-517-3